# 太陽活動期国際観測年
太陽活動期国際観測年（たいようかつどうきこくさいかんそくねん、International Active Sun Years、IASY）は、太陽や地球の国際協同観測のために選ばれた、太陽活動が極大となる1968年から1970年の3年間。1957年7月1日から1958年12月31日までの国際地球観測年（IGY）、1964年から1965年の太陽極小期国際観測年（IQSY）を引き継ぐもの。IGYとIQSYは国際年のテーマとして設定された。